# Paul Joseph Watson
Paul Joseph Watson (även känd som PJW), född 24 maj 1982 i Sheffield, är en brittisk konservativ skribent, kommentator, konspirationsteoretiker och redaktör på den amerikanska högerextrema nyhetssajten InfoWars.com. Watson är framförallt känd för sin YouTube-kanal PrisonPlanet, där han publicerar politiska videor som ofta handlar om de etablerade medierna eller olika kontroversiella händelser.

## Biografi
Paul Joseph Watson fick uppmärksamhet i svenska medier i februari 2017, efter att ha erbjudit sig att betala resekostnaden och uppehälle för den journalist som vågade åka till Malmö och vistas i stadsdelarna/förorterna som präglas av brottslighet. Amerikanen Tim Pool valdes ut och fick en summa på 2 000 dollar. Detta skedde i samband med Donald Trumps utspel om att något allvarligt hade hänt i Sverige, vilket väckte debatten om Malmö.
Watsons stora genomslag skedde i samband med det amerikanska presidentvalet 2016, då han uttryckte sitt stöd för Donald Trump och presenterade flera teorier om bland annat Hillary Clintons hälsa, vilket ledde till att den näst vanligaste söktermen den veckan blev 'Har Hillary hälsoproblem?'. Han har jobbat nära den amerikanske journalisten och dokumentärfilmaren Alex Jones, som grundade sajterna InfoWars och PrisonPlanet. Watson är även känd på Twitter där han har över 500 000 följare. Han har även deltagit i en mängd radio- och tv-program, inklusive RT. Watson påstår att konservatismen är den nya motkulturen, och hävdar att många unga är motståndare till det vänsterliberala samhället som vuxit fram i västvärlden, som bland annat präglas av feminism, modern konst och musik.
Watson ses ofta som en ikon inom den alternativa högern, men identifierar sig bara med den del som han kallar New-right, som inte är helt och hållet upptagna av judar utan bara är missnöjda med den traditionella högern, som man menar har gett upp kampen mot vänstern. Watson har även anklagats för att vara konspirationsteoretiker och högerextremist, men tar avstånd från dessa anklagelser. Watson skriver också i sin presentation på Twitter att han är motståndare till både den alternativa högern och den alternativa vänstern, och att han är en klassisk liberal.
Watson gick till angrepp mot Netflix efter att streamingsajten släppte en trailer till serien Dear White People, som han anklagar för att vara rasistisk mot vita personer. I samband med Michael T. Flynns avgång som USA:s 25:e nationella säkerhetsrådgivare, skrev Watson att "General Flynns avgång är en del i det militärindustriella komplexets pågående ansträngning att sabotera för president Trump och återta kontrollen över utrikespolitiken", något som han fick stöd av Flynns son för. Watson fördömde sångerskan Katy Perrys låt Chained to the Rhythm, som han hävdade uppmanade hennes fans till att starta upplopp. Texten i fråga var “We’re stumbling, we’re crumbling, and we’re about to riot / They woke up, they woke up the lions.” Enligt The New York Times har Watsons videor visats 181 miljoner gånger.

### Bakgrund
Watson föddes i Sheffield och växte upp i ett bostadsområde i en stabil familjemiljö. Redan som tonåring började Watson anse att någonting i samhället var fel. Han ansåg att det fanns krafter som försökte förstöra den styrka som hans generations medelklass haft. Efter att ha tagit examen i historia vid Sheffield University, ansåg Watson att hans studier inte stämde överens med verkligheten i den värld han upptäckt genom privat forskning. I en intervju med The Tab i november 2016 beskrev han sin ungdom som "inte särskilt vanlig"; vid 18 års ålder tränade han i tre timmar varje dag och drack ingen alkohol. Eftersom han knappt hade några pengar var hans primära mål att försörja sig själv, men så småningom utvecklades hans insats till att försöka förändra världen.